# Symfonie nr. 8 (Mozart)
Symfonie nr. 8 in D majeur, KV 48, is een symfonie van Wolfgang Amadeus Mozart. Hij schreef het stuk in december 1768 in Wenen. Het manuscript wordt bewaard in de Staatsbibliothek Preusischer Kulturbesitz in Berlijn.

## Orkestratie
De symfonie is geschreven voor:
- Twee hobo's.
- Twee hoorns.
- Twee trompetten.
- Pauken.
- Strijkers.

Het gebruik van trompetten en pauken is ongebruikelijk in Mozarts vroegere symfonieën. Het werk wordt beschreven als een "ceremonieel werk".

## Delen
De symfonie bestaat uit vier delen:
1. Allergro, 3/4
2. Andante, 2/4
3. Menuetto en trio, 3/4
4. Molto allegro, 12/8